# Cynthia Nixon
Cynthia Ellen Nixon, (Nova York, 9 d'abril de 1966) és una actriu de cinema, de televisió i de teatre estatunidenca coneguda principalment per haver interpretat el paper de Miranda Hobbes a la sèrie Sex and the City.

## Biografia
Cynthia Nixon va debutar adolescent a la tropa teatral del seu col·legi. Apareix per la primera vegada a la televisió a The Seven Wishes of a Rich Kid.
Segueix els cursos de llicenciatura de teatre al Barnard College de Nova York.
Obté el seu primer paper destacat al cinema a Little Darlings de Ronald F. Maxwell amb, entre d'altres, Tatum O'Neal i Matt Dillon.
És al teatre, a Broadway, on tindrà un començament prometedor, després d'una carrera variada pels personatges que farà. Entre les seves participacions: The Last Night of Ballyhoo, Angels in America, The Heidi Chronicles, The Women. El seu paper a The Philadelphia Story li suposarà un “premi Theatre World” atorgat per Los Angeles Drama Critics a l'edat de 14 anys.
Al cinema, se la veurà al Príncep de Nova York de Sidney Lumet, Amadeus de Miloš Forman, O.C. and Stiggs de Robert Altman, The Manhattan Project de Marshall Brickman, Els Valors de la Família Addams de Barry Sonnenfeld, L'Afer Pélican de Alan J. Pakula o Little Manhattan de Mark Levin el 2006.
Però després més de vint anys de carrera gairebé discreta al cinema, a la televisió i al teatre es donarà a conèixer al gran públic a la sèrie d'èxit Sex and the City de la cadena americana HBO.
De 1998 a 2004, hi tindrà el paper de l'advocada pel-roja, brillant i acarnissada en el treball Miranda Hobbes pel qual va assolir un premi Emmy l'any 2004.
Va interpretar un episodi de Dr House (temporada 2) en el qual encarnava una pacient que volia estar malalta per atreure l'atenció sobre ella a New York, unitat especial  (temporada 9).
El 2012, forma part del càsting de la mini-sèrie Un món sense fi, adaptada del llibre homònim de Ken Follett.
El 2015 actua al primer film de Josh Mond, James White al costat de qui interpreta el seu fill Christopher Abbott. Aquest film es presentat i recompensat a diversos festivals del món com el Festival del film de Sundance 2015, Festival internacional del film de Locarno 2015 i el Festival del cinema americà de Deauville 2015.

### Vida privada
Cynthia Nixon és bisexual, però no li agrada utilitzar aquest terme en particular perquè estima que és una categoria de persones qui no reben el respecte que mereixen.
Cynthia Nixon va tenir per company de 1988 a 2003 el professor d'anglès Danny Mozes. D'aquesta relació, han nascut una filla, Samantha Mozes l'any 1996, i un noi, Charles Ezekiel Mozes el 2002.
Després de ser promesos amb la seva companya Christine Marinoni, Cynthia Nixon s'hi va casar el 27 de maig de 2012 a l'Estat de Nova York. Amb ella ha tingut el seu fill Max Ellington el febrer de 2011.

## Filmografia

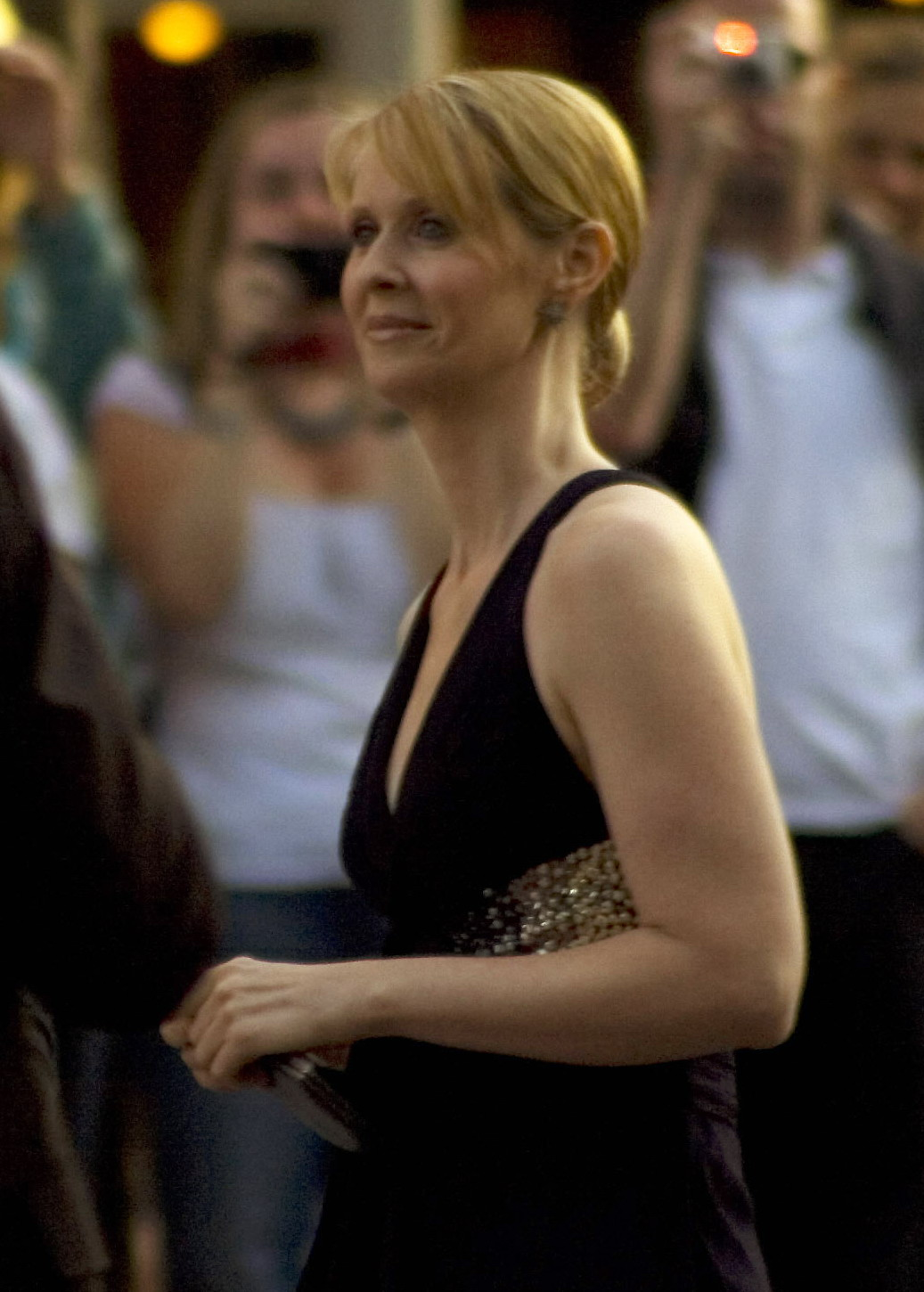
Cynthia Nixon, en l'estrena del film Sex and the City a Berlín

### Cinema
Les seves pel·lícules més destacades són:
- 1980: Little Darlings : Sunshine
- 1981: Tattoo: Cindy
- 1981: El príncep de la ciutat (Príncep of the City): Jeannie
- 1983: I Am the Cheese : Amy Hertz
- 1984: Amadeus: Lorl
- 1985: O.C. and Stiggs: Michelle
- 1986: Projecte Manhattan (Manhattan Project): Jenny Anderman
- 1989: Let It Ride : Evangaline
- 1992: Through any Open Window (curt): Nancy Cooper
- 1993: Addams Family Vagues: Heather, la cangur hippy
- 1993: L'informe Pelicà (The Pelican Brief): Alice Stark
- 1994: El menut se'n va de marxa (Baby's Day Out): Nanny Gilbertine
- 1996: L'habitació d'en Marvin (Marvin's Room)
- 1996: The Cottonwood : Donna
- 1996: 'M' Word : Cara
- 1999: The Out-of-Towner : Sheena
- 1999: Advice from a Caterpillar : Missy
- 2002: Igby Goes Down: Mrs. Piggee
- 2003: The Paper Mache Chase (curt): Janice
- 2005: One Last Thing... : Karen Jameison
- 2005: Little Manhattan: Leslie
- 2007: Els Babysitters: Gail Beltran
- 2008: Sex and the City: The Movie: Miranda Hobbes
- 2008: Lymelife: Melissa Bragg
- 2009: Any Englishman in New York: Penny Arcade
- 2010: Sex and the City 2: Miranda Hobbes
- 2011: Rampart: Barbara
- 2014: Àtic sense ascensor (5 Flights Up) de Richard Loncraine: Lily Portman
- 2015: Stockholm, Pennsylvania: Marcy Dargon
- 2015: James White: Gail White
- 2015: The Adderall Diaries : Jen Davis
- 2016: A Quiet Passion: Emily Dickinson

## Premis i nominacions
- 1999: Women in Film Lucy Awards: Lucy Award, compartit amb Sarah Jessica Parker, Kim Cattrall i Kristin Davis
- 2002 : Online Film & Television Association al millor segon paper en una sèrie còmica per Sex and the City
- 2002 : premi Premis del Sindicat d'Actors a la millor distribució per una sèrie televisada còmica per Sex and the City, compartit amb Sarah Jessica Parker, Kim Cattrall i Kristin Davis
- 2004 : Primetime Emmy Awards al millor segon paper en una sèrie còmica per Sex and the City
- 2004 : Premi Premis del Sindicat d'Actors a la millor distribució per una sèrie televisada còmica per Sex and the City, compartit amb Sarah Jessica Parker, Kim Cattrall i Kristin Davis
- 2004 : Primetime Emmy Awards a la millor actriu convidada en una sèrie televisada dramàtica per Nova York, unitat especial
- 2008 : New York Wom in Film & Television: Musa Award
- 2009: Grammy Award for Best Spoken Word Album, compartit amb Bonic Bridges i Blair Underwood per l'àlbum Any Inconvenient Truth
- 2010: FilmOut San Diego a la millor actriu per Any Englishman in New York
- 2010 : ShoWest Convention a la millor distribució per Sex and the City 2, compartit amb Sarah Jessica Parker, Kim Cattrall i Kristin Davis
- 2011 : Premi Razzie a la pitjor actriu per Sex and the City 2, compartit amb Sarah Jessica Parker, Kim Cattrall i Kristin Davis

Nominacions
- 2005 : Globus d'Or a la millor actriu en minisèrie o telefilm pel seu paper a Warm Springs (2005)